# ファインマン–カッツの公式
ファインマン–カッツの公式（ファインマン–カッツのこうしき、Feynman–Kac formula）とは、放物型偏微分方程式のコーシー問題の解{\displaystyle \;u(\mathbf {x} ,t)\;}を、ウィーナー過程{\displaystyle \;W_{t}\;}を用いて表現した公式のことである。

## 概要
ファインマンが経路積分による量子化を発見したのが、この公式の研究の発端である
。カッツは、シュレディンガー方程式ではなく拡散方程式を考察することで、確率過程として数学的に厳密な定式化を行った。ファインマン-カッツの公式は拡散方程式に対する公式であることに注意すべきである。実時間でのシュレディンガー方程式に対する解までこみでファインマン-カッツの公式と呼ぶこともあるが、拡散方程式に対してのみこう呼ぶのが厳密には正しい。実時間のシュレディンガー方程式に対しては、測度論を基礎にして解の公式を構成することはできない。実時間での経路積分を、虚時間の理論でファインマン・カッツの公式を適用したあとで時間パラメータに関しての解析接続によって導こうという方法論は、一般的に適用可能な数学的厳密性を持ったアプローチなのか否かはおそらくわかっていない。現在のところ、時間を無限に分割し、分点ごとに積分し、その後で極限値をとることで経路積分は定義されていると考えるのが一般的に適用可能なアプローチである。事実、経路積分を数学的に明確に定義しようとしている書物ではこのように極限で定義されたものとして扱っている。
状態空間が無限の場合({\displaystyle \;\mathbf {x} \in \mathbb {R} ^{d}\;})は基本的なブラウン運動を用いるだけなので形式的表現は簡単である。ただし、遷移確率(transition probability)を用いて解の具体的な関数形を導出する際、計算が簡単に済むか否かはポテンシャルの関数形に依存する。
定義域が半無限や有限の場合は境界条件が現れるためブラウン運動ではなく反射ブラウン運動、弾性ブラウン運動などを用いる必要がある。特に第3種の境界条件の場合は、弾性ブラウン運動で表現する必要があり、局所時間(local time)が公式に現れるので、形式的な表現は別として具体的に計算するのは面倒である。

## 定理(ファインマン-カッツの公式)
{\displaystyle \;v(t,x)\;}は、状態空間{\displaystyle \;[0,T]\times \mathbb {R} ^{d}\;}で
連続実数値、
かつ{\displaystyle \;C^{1,2}\;}級関数と仮定する。
さらに、任意の{\displaystyle \;x\in \mathbb {R} ^{d}\;}に対して、
ある定数{\displaystyle \;K>0\;}が存在し、定数{\displaystyle \;0<a<1/(2Td)\;}に対して
条件
{\displaystyle \;\max _{0\leq t\leq T}|v(t,x)|+\max _{0\leq t\leq T}|g(t,x)|\leq Ke^{a||x||^{2}},\;}
を満足すると仮定する。
このとき、コルモゴロフの後退方程式のコーシー問題
{\displaystyle {\begin{aligned}\;-{\frac {\partial v}{\partial t}}+k(t,x)v={\frac {1}{2}}\nabla ^{2}v+g(t,x),\quad t\in [0,T],\quad x\in \mathbb {R} ^{d},\quad v(T,x)=f(x),\end{aligned}}\;}
の解{\displaystyle \;v(t,x)\;}は、
{\displaystyle \;v(t,x)=E^{x}\left[f(W_{T-t})\exp \left(-\int _{0}^{T-t}k(W_{s})ds\right)+\int _{0}^{T-t}g(t+\theta ,W_{\theta })\exp \left(-\int _{0}^{\theta }k(W_{s})ds\right)d\theta \right],\quad t\in [0,T],\quad x\in \mathbb {R} ^{d},\;}
で与えられる。{\displaystyle \;v(t,x)\;}は一意である
。
ただし、{\displaystyle \;E^{x}\;}は、初期時刻{\displaystyle \;t=0\;}において
{\displaystyle \;\mathbf {x} \;}から出発するブラウン運動に関する期待値を表す
。

## 確率過程から見たポテンシャル
確率過程の観点から解釈しなおすと、ポテンシャルは時刻{\displaystyle \;t\;}において
{\displaystyle \;k(\mathbf {x} ,t)dt\;}のレートで、運動する粒子を確率的に消去する作用(killing)に
相当すると解釈できる。ポテンシャルが局所的に負になる場合は、負の最小値の分だけかさあげしてやれば
同様に解釈できる。

## 証明の基本方針
証明は、伊藤の公式(Ito formula)(または伊藤の補題(Ito's lemma))と、
確率積分の局所マルチンゲール性を適用して得られる。
基本的な確率過程が{\displaystyle \;|B_{t}|\;}のように2回微分不可能な場合は伊藤の公式は適用できない。
しかし、関数{\displaystyle \;|x|\;}は凸関数(convex function)であるので
一般化されたされた伊藤の公式(generalized Ito formula)を適用することで類似の公式が得られる。

## 証明
{\displaystyle \;t\;}を固定して、
{\displaystyle \;v(t+\theta ,W_{\theta })\exp \left(-\int _{0}^{\theta }k(W_{s})ds\right)\;}
に対して伊藤の補題を適用して、
{\displaystyle \;d\left[v(t+\theta ,W_{\theta })\exp \left(-\int _{0}^{\theta }k(W_{s})ds\right)\right]=\exp \left(-\int _{0}^{\theta }k(W_{s})ds\right)\left[-g(t+\theta ,W_{\theta })d\theta +\sum _{j=1}^{d}{\frac {\partial }{\partial x_{j}}}v(t+\theta ,W_{\theta })dW_{\theta }^{(j)}\right],\;}
を得る。ここで、右辺第2項は局所マルチンゲールであることに注意して、停止時刻{\displaystyle \;S_{n}:=\inf(t\geq 0|||W_{t}||\leq n{\sqrt {d\,}},n\geq 1)\;}を導入すると、
{\displaystyle \;0<r<T-t\;}に対して、
{\displaystyle \;v(t,x)=E^{x}\left[\int _{0}^{r\land S_{n}}g(t+\theta ,W_{\theta })\exp \left(-\int _{0}^{\theta }k(W_{s})ds\right)d\theta \right]+E^{x}\left[v(t+S_{n},W_{S_{n}})\exp \left(-\int _{0}^{S_{n}}dsk(W_{s})\right){\mathbf {1} }_{\{S_{n}\leq r\}}\right]+E^{x}\left[v(t+r,W_{r})\exp \left(-\int _{0}^{r}dsk(W_{s})\right){\mathbf {1} }_{\{S_{n}>r\}}\right],\;}
が言える。ただし、
{\displaystyle \;x\land y:=\max(x,y),}
、
{\displaystyle {\mathbf {1} }_{S}:={\begin{cases}1&{\mbox{if S is true.}}\\0&{\mbox{otherwise}},\end{cases}}\;}
である。ここで、右辺第1項は
{\displaystyle \;E^{x}\left[\int _{0}^{T-t}g(t+\theta ,W_{\theta })\exp \left(-\int _{0}^{\theta }k(W_{s})ds\right)d\theta \right],\quad n\rightarrow \infty ,\quad r\uparrow T-t,\;}
へ収束する。一方、右辺第2項については
{\displaystyle \;E^{x}\left[|v(t+S_{n},W_{S_{n}})|1_{\{S_{n}\leq T-t\}}\right]\leq 2Ke^{adn^{2}}\sum _{j=1}^{d}\left(P^{x}\left[W_{T}^{(j)}\geq n\right]+P^{x}\left[-W_{T}^{(j)}\geq n\right]\right),\;}
が言える。ところが
{\displaystyle \;e^{adn^{2}}P^{x}\left[\pm W_{T}^{(j)}\geq n\right]\leq e^{adn^{2}}{\sqrt {{\frac {T}{2\pi }}\,}}{\frac {1}{n\mp x^{(j)}}}e^{-(n\mp x^{(j)})^{2}/(2T)}\rightarrow 0,\quad n\rightarrow \infty ,\;}
ただし、{\displaystyle \;0\leq a\leq 1/(2Td)\;}である。
右辺第3項については、
{\displaystyle \;E^{x}\left[v(T,W_{T-t})\exp \left(-\int _{0}^{T-t}k(W_{s})ds\right)\right],\quad n\rightarrow \infty ,\quad r\uparrow T-t,\;}
へ収束する。したがって、ファインマン-カッツの公式が証明された。QED